# آلفرد-هنری رکورا
آلفرد-هنری رکورا (انگلیسی: Alfred-Henri Recoura; ۳۰ سپتامبر ۱۸۶۴ – ۱ ژانویهٔ ۱۹۴۰) معمار اهل فرانسه بود.

## افتخارات
وی همچنین برندهٔ جوایزی همچون جایزه بزرگ رم شده‌است.